# Кесатикау
Кесатикау (осет. Хъесатыхъæу или Захъхъа) — село в Алагирском районе Республики Северная Осетия-Алания. Входит в состав Нарского сельского поселения.

## География
Село расположено в Закинском ущелье, на левом берегу реки Закка в месте впадения в неё ручья вытекающего из ущелья Санат. Находится в 8,5 км к юго-востоку от центра сельского поселения Нар.

## Население
| 2002 | 2010 | 2021 |
| ---- | ---- | ---- |
| 0    | ↗1   | ↗2   |

## История
По народным преданиям, первыми здесь поселилась семья Кесаевых, которые и дали название поселению Кесатикау (дословно – селение Кесаевых). Исторические и фамильные предания появление основной массы жителей ущелья связывают с последней волной аланских переселенцев, вытесненных с равнины чингизидами и хромым Тимуром. Окружающая территория отличалась наличием богатых обширных пастбищ и сенокосных угодий, которые способствовали разведению мелкого и крупного рогатого скота. Во второй половине XVIII века в этом ущелье находилось 12 небольших селений, принадлежавших Заккинскому обществу, центр которого находился в Кесатикау. Здесь собирались народные собрания и решались важнейшие вопросы Заккинского общества. После вхождения в состав Российского государства в Кесатикау находилось управление Заккинским приходом. К тому времени уже была построена церковь св.Георгия - одного из главнейших святых из пантеона осетинских божеств. Кесатикау располагается на большой поляне на возвышенном берегу Заккадона. Сохранился замок (галуан) Эба Кесаева – пример типичной крупной усадьбы, каковых на Северном Кавказе было немного. Достаточно хорошо сохранились три боевые башни высотой 7, 5, 11 и 15 метров, окружённые строениями различной степени сохранности. В совокупности образующие единый архитектурный комплекс замкового типа. Столь значительная укреплённость объясняется близостью Рокского и Трусовского перевалов, связывавших этот район Северной Осетии с Грузией и Южной Осетией. Рядом с селением находится минеральный источник с приятным вкусом воды. Из Кесатикау вышло немало представителей фамилии, принёсших ей славу и уважение соплеменников. Тот же Эба Кесаев – член первого осетинского посольства в Петербург (1749-1752 г). Ещё один представитель Кесаевых (в крещении Павел Генцауров) вошёл в историю Осетии как создатель первой осетинской азбуки на основе русского алфавита. Он перевёл на осетинский язык книгу «Христианского учения» (катехизис). Её напечатали в 1798 г. Этой книгой фактически начинается история письменности на осетинском языке. Грунтовая дорога от погранзаставы левым берегом реки Заккадон тянется вверх по ущелью. Один из аулов Зригат. Народное селение Зригатта называют Калотыкау (селение Калоевых), потому как здесь в XVII веке поселились Сабо, Тапсико и Уардасау – сыновья Кало, жителя Алагирского ущелья, основателя фамилии Калоевых. Название аула Зригатта (первоначальное поселение Калоевых) не поддается объяснению, так же как и этноним самого ущелья — Закка. Со временем род Калоевых сильно разросся, увеличивая плотность населения, что породило земельный голод, а с ним и голод реальный. Это породило выход значительного числа осетин на равнину в начале XIX в., что, впрочем, не спасло оставшихся в горах жителей от земельного голода, т.к. в результате естественного прироста здесь по-прежнему сохранялась большая плотность населения. Путешественник Кох, побывавший в середине XIX века в Осетии, отмечал, что Осетия принадлежит к самым перенаселённым районам Кавказского перешейка. Центр Закинского общества, горцы в 1920-е годы переселялись массово на равнины. Изначально верхнюю часть села Ногир основали несколько кварталов в основном представители фамилии Кесаевых, Калоевых, Саутиевых, Цуциевых, Абаевых, Бираговых. В последующие годы переселялись так же в сёла: Коста, Михайловское, посёлок Заводской, Гизель, город Алагир.
На топографических картах середины 1980-х годов обозначено покинутым. Последние постоянные жители представители фамилии Калоевых, Кесаевых. Переписи населения 2002 и 2010 годов вновь учитывали данное село. В перечень населённых пунктов Нарского сельского поселения село Кесатикау добавлено в 2018 году.